# デビッド・ダール
デビッド・マーティン・ダール（David Martin Dahl, 1994年4月1日 - ）は、アメリカ合衆国アラバマ州バーミングハム出身のプロ野球選手（外野手）。右投左打。MLBのフィラデルフィア・フィリーズ所属。

## 経歴

### プロ入りとロッキーズ時代
2012年のMLBドラフト1巡目（全体10位）でコロラド・ロッキーズから指名され、プロ入り。
2016年は7月にオールスター・フューチャーズゲームに選出された。7月26日にメジャー初昇格を果たし、メジャーデビューとなった同日のボルチモア・オリオールズ戦ではヨバニ・ガヤルドから初安打を記録した。8月11日のテキサス・レンジャーズ戦で安打を記録し、1941年にシンシナティ・レッズのチャック・アレノ以来となる「デビューから17試合連続安打」のMLBタイ記録を打ち立てた。この年はメジャーでは63試合に出場して打率.318、7本塁打、24打点、出塁率.359を記録した。守備面では左翼手として54試合に出場し、UZR-0.1、DRS-3を記録、中堅手では6試合の出場でUZR+0.2、DRS+1を記録し、右翼手として4試合の出場でUZR+0.1、DRS±0を記録した。
2017年は肋骨の骨折の影響でメジャーでは1試合の出場もなく、マイナーでも19試合出場にとどまった。
2018年は2年ぶりにメジャーへ復帰し、77試合に出場して打率.273、16本塁打、48打点、出塁率.325を記録した。守備面では左翼で34試合の出場でUZR-1.3、DRS-1を記録、中堅では8試合の出場でUZR-0.6、DRS-2を記録し、右翼では30試合の出場でUZR+2.4、DRS+3を記録した。
2019年はノーラン・アレナド、トレバー・ストーリー、チャーリー・ブラックモンと共に自身初となるオールスターゲームに選出された。6月19日のアリゾナ・ダイヤモンドバックス戦の時点で打率.338と好調だったが、7月の月間打率が.256と落ち込み、8月2日のサンフランシスコ・ジャイアンツ戦で守備の際に右足首を痛め故障者リスト入りした。故障以降は出場がないままシーズンを終えたが、最終的に自己最多となる100試合に出場し、打率.302、15本塁打、61打点、出塁率.353を記録した。守備面では左翼で39試合に出場し、UZR-0.8、DRS-2を記録、右翼では24試合の出場でUZR-4.8、DRS-5を記録し、中堅では40試合の出場でUZR+2.6、DRS-4と外野のポジションの中で唯一のプラス指標となった。
2020年は7月22日の開幕戦を「1番・中堅手」で迎えるも、8月19日に腰痛で故障者リスト入りし、治療に約2週間を費やした。9月12日に復帰するも僅か5試合の出場の後、9月23日に右肩を負傷し、60日間の故障者リスト入りしたことでシーズンを終えた。試合数の減少もある中で、自己最少となる24試合の出場で終わり、打率.183、9打点、出塁率.222、本塁打0本は全て自己ワーストとなった。守備面では中堅手として17試合に出場し、UZR-0.4、DRS-3を記録、左翼では4試合でUZR-1.2、DRS-1を記録し、右翼では2試合でUZR-0.1、DRS±0と攻守で成績を落とした。9月29日に前述の怪我で負傷した右肩の手術を行っており、2021年シーズンのスプリングトレーニングに向けてリハビリを続けると語っていたが、球団から2021年シーズンの契約を結ばないことが発表され、12月2日にノンテンダーFAとなった。

### レンジャーズ時代
2020年12月15日にテキサス・レンジャーズと270万ドルの単年契約を結んだ。オプションとして最大30万ドルの出来高が含まれる。
2021年8月2日にDFAとなり、4日に自由契約となった。

### ブルワーズ傘下時代
2021年8月17日にミルウォーキー・ブルワーズとマイナー契約を結んだ。

### ナショナルズ傘下時代
2022年7月22日にワシントン・ナショナルズとマイナー契約を結んだ。

### パドレス時代
2022年12月6日にサンディエゴ・パドレスとマイナー契約を結んだ。
2023年3月30日にメジャー契約を結んだ。6月7日にDFAとなった。6月9日にFAとなった。

### ドジャース傘下時代
2023年6月20日にロサンゼルス・ドジャースとマイナー契約を結んだ。

## 人物
2017年にAA級ハートフォード・ヤードゴーツで骨折したが、その時に脾臓を摘出している。

## 詳細情報

### 年度別打撃成績
| 年 度    | 球 団    | 試 合 | 打 席 | 打 数 | 得 点 | 安 打 | 二 塁 打 | 三 塁 打 | 本 塁 打 | 塁 打 | 打 点 | 盗 塁 | 盗 塁 死 | 犠 打 | 犠 飛 | 四 球 | 敬 遠 | 死 球 | 三 振 | 併 殺 打 | 打 率 | 出 塁 率 | 長 打 率 | O P S |
| -------- | -------- | ----- | ----- | ----- | ----- | ----- | -------- | -------- | -------- | ----- | ----- | ----- | -------- | ----- | ----- | ----- | ----- | ----- | ----- | -------- | ----- | -------- | -------- | ----- |
| 2016     | COL      | 63    | 237   | 222   | 42    | 70    | 12       | 4        | 7        | 111   | 24    | 5     | 0        | 0     | 0     | 15    | 0     | 0     | 59    | 3        | .315  | .359     | .500     | .859  |
| 2018     | COL      | 77    | 271   | 249   | 31    | 68    | 11       | 3        | 16       | 133   | 48    | 5     | 3        | 0     | 2     | 19    | 4     | 1     | 68    | 4        | .273  | .325     | .534     | .859  |
| 2019     | COL      | 100   | 413   | 374   | 67    | 113   | 28       | 5        | 15       | 196   | 61    | 4     | 4        | 2     | 5     | 28    | 0     | 4     | 110   | 3        | .302  | .353     | .524     | .877  |
| 2020     | COL      | 24    | 99    | 93    | 9     | 17    | 2        | 2        | 0        | 23    | 9     | 1     | 0        | 0     | 1     | 4     | 0     | 1     | 28    | 0        | .183  | .222     | .247     | .470  |
| 2021     | TEX      | 63    | 220   | 205   | 19    | 43    | 11       | 0        | 4        | 66    | 18    | 2     | 1        | 1     | 3     | 10    | 0     | 1     | 59    | 3        | .210  | .247     | .322     | .569  |
| 2023     | SD       | 4     | 9     | 9     | 1     | 1     | 0        | 0        | 1        | 4     | 1     | 0     | 0        | 0     | 0     | 0     | 0     | 0     | 2     | 0        | .111  | .111     | .444     | .556  |
| 2024     | PHI      | 19    | 62    | 58    | 6     | 12    | 2        | 0        | 3        | 23    | 8     | 0     | 0        | 0     | 1     | 3     | 0     | 0     | 21    | 0        | .207  | .242     | .397     | .638  |
| MLB：7年 | MLB：7年 | 350   | 1311  | 1210  | 175   | 324   | 66       | 14       | 46       | 556   | 169   | 17    | 8        | 3     | 12    | 79    | 4     | 7     | 347   | 13       | .268  | .313     | .460     | .773  |

- 2024年度シーズン終了時

### 年度別守備成績
| 年 度 | 球 団 | 左翼（LF） | 左翼（LF） | 左翼（LF） | 左翼（LF） | 左翼（LF） | 左翼（LF） | 中堅（CF） | 中堅（CF） | 中堅（CF） | 中堅（CF） | 中堅（CF） | 中堅（CF） | 右翼（RF） | 右翼（RF） | 右翼（RF） | 右翼（RF） | 右翼（RF） | 右翼（RF） |
| 年 度 | 球 団 | 試 合      | 刺 殺      | 補 殺      | 失 策      | 併 殺      | 守 備 率   | 試 合      | 刺 殺      | 補 殺      | 失 策      | 併 殺      | 守 備 率   | 試 合      | 刺 殺      | 補 殺      | 失 策      | 併 殺      | 守 備 率   |
| ----- | ----- | ---------- | ---------- | ---------- | ---------- | ---------- | ---------- | ---------- | ---------- | ---------- | ---------- | ---------- | ---------- | ---------- | ---------- | ---------- | ---------- | ---------- | ---------- |
| 2016  | COL   | 54         | 65         | 3          | 2          | 0          | .971       | 6          | 10         | 1          | 0          | 0          | 1.000      | 4          | 4          | 0          | 0          | 0          | 1.000      |
| 2018  | COL   | 34         | 60         | 2          | 0          | 1          | 1.000      | 8          | 12         | 0          | 0          | 0          | 1.000      | 30         | 37         | 0          | 0          | 0          | 1.000      |
| 2019  | COL   | 39         | 62         | 0          | 1          | 0          | .984       | 40         | 80         | 1          | 0          | 0          | 1.000      | 24         | 26         | 0          | 1          | 0          | .963       |
| 2020  | COL   | 4          | 4          | 0          | 0          | 0          | 1.000      | 17         | 43         | 0          | 1          | 0          | .977       | 2          | 3          | 0          | 0          | 0          | 1.000      |
| 2021  | TEX   | 31         | 43         | 2          | 0          | 1          | 1.000      | 1          | 3          | 0          | 0          | 0          | 1.000      | 12         | 23         | 0          | 0          | 0          | 1.000      |
| 2023  | SD    | -          | -          | -          | -          | -          | -          | -          | -          | -          | -          | -          | -          | 3          | 7          | 1          | 0          | 1          | 1.000      |
| 2024  | PHI   | 13         | 16         | 1          | 0          | 0          | 1.000      | -          | -          | -          | -          | -          | -          | 2          | 2          | 0          | 0          | 0          | 1.000      |
| MLB   | MLB   | 175        | 250        | 8          | 3          | 2          | .989       | 72         | 148        | 2          | 1          | 0          | .993       | 77         | 102        | 1          | 1          | 1          | .990       |

- 2024年度シーズン終了時

### 表彰
- プレイヤー・オブ・ザ・ウィーク：1回（2018年9月24日 - 9月30日）

### 記録
MiLB
- オールスター・フューチャーズゲーム選出：1回（2016年）

MLB
- デビューから17試合連続安打（2016年）　※MLBタイ記録[30]
- MLBオールスターゲーム選出：1回（2019年）

### 背番号
- 26（2016年、2018年 - 2020年）
- 21（2021年）
- 27（2023年）